# Décrétale

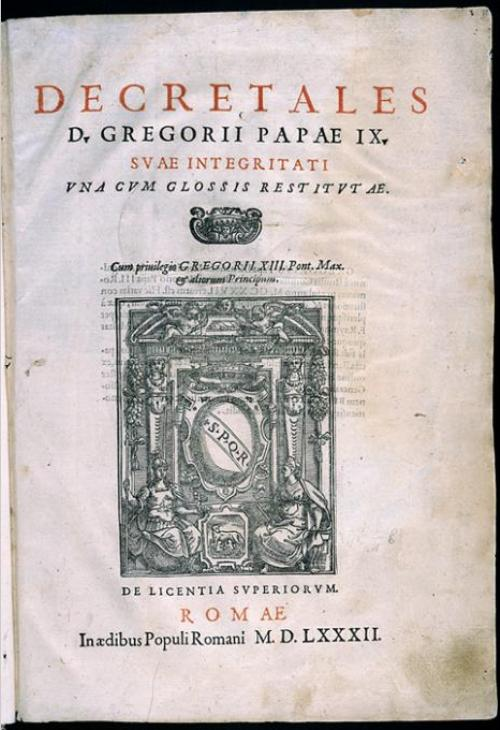
Édition d'époque moderne des Décrétales de Grégoire IX.

Une décrétale (en latin epistola decretalis ou, au pluriel, litteræ decretales) est une lettre par laquelle le pape, en réponse à une demande, édicte une règle en matière disciplinaire ou canonique. La décrétale peut être prise aussi bien sur un sujet général que particulier. Concernant généralement l'administration ecclésiale et s'adressant principalement au clergé, elle est parfois distinguée du décret pontifical, pris par le pape de son propre chef ou d'une bulle pontificale qui a une diffusion universelle et qui  s'adresse également aux fidèles et aux païens, une décrétale pouvant devenir une bulle. 
Le décrétaliste est le jurisconsulte expert dans la connaissance des décrétales.
Collectées par les canonistes conjointement aux décrets conciliaires, elles participent de l’élaboration du droit canonique au Moyen Âge. Parmi les collections les plus célèbres, on peut citer celles de Burchard de Worms et d’Yves de Chartres, ainsi que le Décret de Gratien.
On appelle collection de décrétales tout recueil des lettres à caractère juridique ou administratif, écrites par les papes du Moyen Âge, en réponse aux questions qui leur étaient adressées par des évêques ou de simples particuliers. 
Ces recueils n'ont pas tous la même valeur juridique. En dehors des recueils officiellement publiés par l'autorité du pape, d'autres recueils de décrétales pontificales ont été compilés par des canonistes à titre privé, sans que leur contenu soit toujours repris dans les compilations officielles. Le premier recueil de ce genre est dû au moine Denys le Petit, qui vivait à Rome vers 550. Au VIe siècle et au Xe siècle, des compilateurs insérèrent dans ce recueil des lettres qui exagéraient la puissance des papes : on connaît ces lettres sous le nom de Fausses décrétales. Parmi les recueils des Décrétales, il faut citer celui de Gratien, communément appelé le Décret, formé vers 1140. Il a été suivi de plusieurs compilation partielles, dont celle de Bernard de Pavie (1191-1192), avant que Grégoire IX ne fasse rédiger par le dominicain S. Raymond de Peñafort, une nouvelle compilation appelée Décrétales ou Liber Extra (parce qu'en dehors du Décret de Gratien) à laquelle il donna force de loi en la promulguant en 1234. Elle se compose de cinq livres, que Boniface VIII augmenta d’une sixième, connue sous le nom de Sexte. On y ajoute encore deux autres recueils, l’un, dit Clémentines, contenant les lettres de Clément V, l’autre, dit Extravagantes (c'est-à-dire restées en dehors du code principal), contenant les décisions des papes depuis Urbain IV jusqu’à Sixte IV. Les recueils de Décrétales promulgués par les papes ont été plusieurs fois imprimés. 